# Сущность
Су́щность, суть (др.-греч. οὐσία, ὑπόστᾰσις; лат. essentia, substantia, также лат. quidditas — что́йность) — смысл данной вещи, то, что она есть сама по себе, в отличие от всех других вещей и в отличие от изменчивых (под влиянием тех или иных обстоятельств) состояний вещи.
По Э. Корету, сущность — внутренне конститутивный принцип конечного сущего, через ограничение и выделение его из иных содержаний бытия конституирующий его определённость. В отличие от бытия (которое есть принцип полагания, позитивности) — сущность есть принцип негативный, принцип ограничения: через (относительное) отрицание иных содержаний бытия сущность, с одной стороны, негативным образом ограничивает, выделяет данное конечное сущее из других; а с другой стороны, благодаря определённому характеру каждого отрицания, позитивным образом придаёт данному конечному сущему определённость содержания, смысловой образ данного конечного сущего. Благодаря негативности ограничения сущность осуществляет позитивность сущностных и смысловых образов конечных вещей. С сущностью возникает конкретная определённость сущего. Благодаря своей сущности конечное сущее выделяется как относительное из абсолютного, как конечное из бесконечного бытия. В метафизике сущность понимается как не принадлежащая ни бытию, ни не-бытию, как «нечто среднее между ними»: как потенция, возможность бытия по отношению к действительности бытия.
В логике существенный признак (лат. essentialia constitutiva) — это неотъемлемое качество, без которого предмет невозможно осмыслить и который соответствует природе предмета. Сущность предмета выражается в его определении.
В соответствии с Аристотелем и его последователями, под сущностью следует понимать то же самое, что и «предмет». Согласно Порфирию, чтобы указать на сущность следует поставить два вопроса, для первых сущностей это: «Вот это», а для вторых сущностей это: «Именно это», ибо по сути своей, сущности, предметы, будут всегда определены и едины.

## Сущность и субстанция
В развитии мысли о бытии категория сущности предшествует категории субстанции, как предполагающая меньшую отчётливость разграничивающей, рассудочной деятельности. Затем, с выработкой мысли о субстанции сущность отождествляется с её атрибутами. Что касается отношения сущности к акциденту и модусу, то в одном смысле она их исключает, в другом — отождествляется с ними. Как постоянный предикат субстанции, сущность её не есть ни акцидент, ни модус; но и акцидент, и модус как таковые имеют свою сущность, то есть свои постоянные предикаты.
Отношение сущности предмета к его субстанции есть отношение постоянных предикатов к постоянному же субъекту и что, таким образом, по отношению к субстанции понятие сущности совпадает с понятием атрибутов. Но отношением к понятию субстанции не выясняется во всей полноте смысл понятия сущности. Постоянные предикаты предмета могут существовать при разной степени определённости и постоянства его субъекта, и потому сущность не всегда соотносительна субстанции.
Предмету может быть приписываемо неопределённое, не возведённое к отчётливости мысли бытие — и такому неопределённому и неотчётливому субъекту могут, тем не менее, принадлежать постоянные свойства, составляющие его сущность. С другой стороны, предмет может заведомо иметь для мысли лишь условные постоянство и самостоятельность, то есть субстанциальность его может быть отрицаема и, тем не менее, ему можно приписывать постоянную природу или сущность. Это последнее соображение указывает на неправильность очень часто встречающегося в философии противоположения между сущностью и явлением.

## Сущность и явление
Явление есть все то, чему принадлежит не бытие в точном значении этого слова, но существование, то есть бытие обусловленное, зависимое. Не имея, таким образом, само в себе субстанции, явление, однако, также имеет свою сущность, то есть постоянные предикаты. Следовательно, противоположение существует не между явлением и сущностью, а между явлением и тем сущим, которое служит первоисточником явления, или, пожалуй, между сущностью явления и сущностью этого сущего. Эта особенность понятия сущности может быть кратко выражена так, что для сущности, как постоянного предиката, необходим субъект логический, но нет необходимости в субъекте действительном.
В диалектическом материализме сущность и явление представляют собой одну из «диалектических пар» категорий.

## История термина
История понятия сущности начинается с трактатов Аристотеля, где он определяет первое (формальное) начало движения как «то, что». Средневековые последователи Аристотеля (Фома Аквинский) отождествили это начало с формой (как противоположностью материи) и сущностью (как противоположностью существования). Сущность (наряду с существованием) стала подразделом бытия.
Первые, определяя субстанцию известными атрибутами, естественно находили их в таких свойствах вещей, которые (свойства) представлялись им необходимо-сущими, то есть понятие о которых, с их точки зрения, предполагало бытие. Первое положение «Этики» Спинозы в самопричине сущности предполагает существование, то есть природа сущности может быть постигнута лишь как существующая. Таким образом выходит, что существо вещей создаёт их субстанциальность, то есть что мы должны признавать субстанциальное бытие за такими свойствами, из понятия которых оно следует с необходимостью (иначе — противоположное которым невозможно). Это, так сказать, материальное, то есть основанное на изучении свойств вещей, установление их бытия составляет убеждение и эмпиризм. Баумгартен определяет сущность как внутреннюю возможность.
Для Иммануила Канта бытие есть не признак вещи, а её положение (вещь сущая имеет те же признаки, что и не сущая), и потому от мыслимых признаков вещи нельзя заключать к её бытию: тем самым отвергается догматизм. Вместе с тем отвергается и эмпиризм, так как (опытное) бытие вещей есть категория рассудка, а не непосредственное внушение чувств; следовательно, один чувственный значок сам по себе ещё не тождествен бытию и тем более субстанции (права которой в опытной области Кант также восстановляет). Таким образом, возможность превращения сущности в субстанцию или вообще свойства в сущее раз навсегда пресекается.
Артур Шопенгауэр в духе Канта признаёт невозможным какое-либо заключение от сущности (лат. essentia) к существованию (лат. existentia), хотя, с другой стороны, утверждает, что существование без сущности есть пустое слово.
У Гербарта и Гегеля влияние произведённой Кантом реформы проявляется в том, что в противоположность докантовской философии, заключавшей от сущности к сущему, они стремятся сущность, как и субстанцию, вывести из понятия бытия. Из определения бытия как простого положения у Гербарта следует ряд заключений и о качестве (природе) сущего.
У Гегеля категория «сущность» составляет содержание второй книги «Логики» и сущность определяется как основание (нем. Hintergrund) или самоуглубление бытия, достигаемое его же собственным развитием.
В экзистенциализме Сартра принято противопоставлять сущность экзистенции, причём под сущностью понимается определяющее начало.

## В русском языке
Слово сущность встречается в Синодальном переводе Библии (Экклезиаст, 12:13), хотя в церковнославянском его нет:
Выслушаем сущность всего
В древнерусской литературе чаще использовалось слово естьства (например, человѣчьска в Слове о законе и благодати). Ленин отождествлял сущность и субстанцию вещей, сводя их к «выражению углубления познания объектов»